# Chiesa di San Benedetto Abate (Frassinoro)
La chiesa di San Benedetto Abate è la parrocchiale di Romanoro, frazione di Frassinoro in provincia di Modena. Appartiene al vicariato della Montagna nella diocesi di Reggio Emilia-Guastalla e risale al XIV secolo.

## Storia

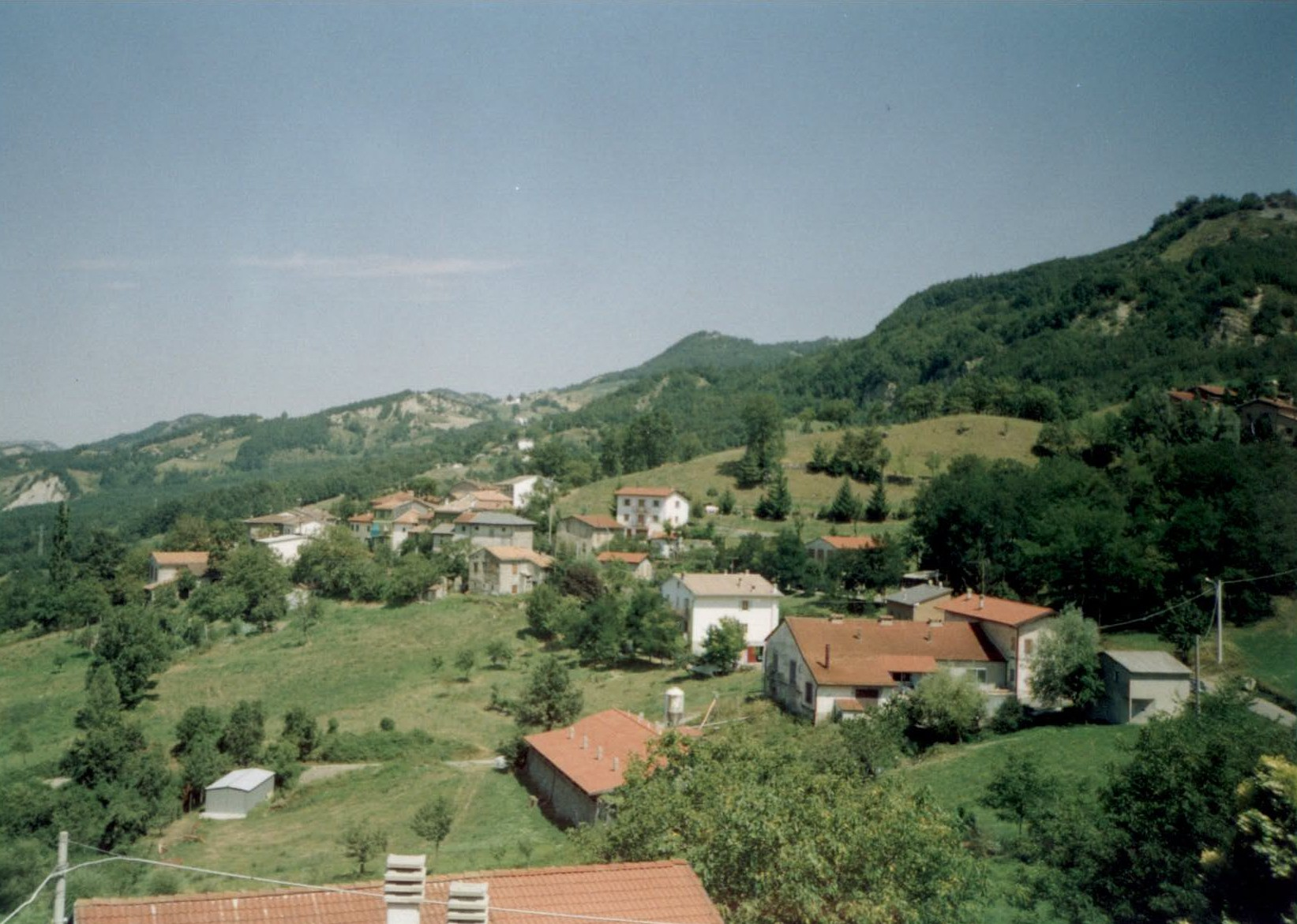
Il piccolo centro abitato di Romanoro

La prima documentazione scritta che cita il luogo di culto risale al 1302 quando la chiesa rientrava tra quelle legate alla pieve di Minozzo. Attorno al XVII secolo risultò legata alla pieve di Santa Maria di Toano. Verso la fine del XIX secolo fu necessaria la sua ricostruzione, realizzata su progetto di G. B. Fioroni. Il nuovo edificio rispettò in parte la tipologia della costruzione precedente ampliandone però in modo sensibile le dimensioni. Nel 1920, in seguito al sisma che colpì il territorio, la chiesa subì vari danni e fu necessario procedere con le opere di restauro e consolidamento.

## Descrizione

### Esterni
La chiesa si trova nell'abitato di Romanoro, frazione di Frassinoro in provincia di Modena. La facciata a capanna è semplice e di grandi dimensioni. Il portale è architravato, protetto da una breve tettoia lapidea e sormontato in asse dall'oculo rotondo che porta luce alla sala. La facciata è in sasso a vista. La torre campanaria ha un aspetto solido e massiccio, e su una delle finestre a bifora con le quali si apre la cella campanaria si conserva l'incisione con la data 1610.

### Interni
La sala è ampia, con una grande navata centrale affiancata dalle due navate laterali di minori larghezza e separate con archi retti da pilastri. I pilastri sono decorati in modo sobrio e sulle volte sono presenti, in medaglioni, le raffigurazioni di santi all'interno di medaglioni, opera di Cavani del 1969. Tra le parti storicamente e artisticamente più importanti della sala vi si conserva un importante tabernacolo in stile barocco e la pala d'altare raffigurante la Madonna del Rosario di epoca seicentesca. L'adeguamento liturgico nella parte del presbiterio è stato realizzato entro il penultimo decennio del XX secolo.